# Banska reka
Banska reka (bulgariska: Банска река) är ett vattendrag i Bulgarien.   Det ligger i regionen Chaskovo, i den centrala delen av landet, 200 kilometer öster om huvudstaden Sofia.
Trakten runt Banska reka består till största delen av jordbruksmark. Runt Banska reka är det ganska tätbefolkat, med 111 invånare per kvadratkilometer.